# 苅屋村
苅屋村（かりやむら）は、愛知県知多郡にあった村。現在の常滑市の一部にあたる。

## 地理
知多半島地峡部、伊勢湾岸に位置していた。

## 歴史
- 江戸時代は尾張藩領で横須賀代官所支配であった[2]。
- 1878年（明治11年）知多郡中橋村の一部となる[2]。
- 1883年（明治16年）中橋村から分立して苅屋村となる[2]。
- 1889年（明治22年）10月1日、町村制の施行により、知多郡苅屋村が単独で村制施行し苅屋村が発足[1][2]。大字は編成せず[2]。
- 1906年（明治39年）5月1日、知多郡樽水村、西阿野村、古場村と合併し、枳豆志村を新設して廃止された[1][2]。合併後、枳豆志村苅屋となる[2]。

### 地名の由来
源頼朝が来て仮屋を設けた地から。

## 産業
- 農業、漁業、商業[2]